# Jo Maka
José „Jo“ Maka (*  April 1929 in Conakry; † März 1981) war ein in Frankreich lebender guineischer Musiker des World Jazz (Sopransaxophon, selten auch Alt- und Baritonsaxophon).

## Leben und Wirken
Maka, dessen Vater aus Gabun und dessen Mutter aus Sierra Leone stammte, wurde von seinem Vater, der eine Band hatte, musikalisch ausgebildet. In den 1950er Jahren studierte er in Paris Geschichte und Kunstgeschichte, konzentrierte sich dann aber auf die Musik. Er spielte zunächst Tanzmusik in Bands aus der Karibik und Westafrika, bevor er sich in die französische Jazzszene bewegte. Maka trat in den 1970er Jahren vor allem mit François Tusques und dessen Intercommunal Free Dance Band auf, mit der er auch mehrere Alben einspielte. Daneben war aber auch Mitglied in Alan Silvas Celestrial Communication Orchestra und gründete 1976 mit Silva zusammen die IACP-Musikschule in Paris, an der er unterrichtete. Auch arbeitete er mit Eddy Louiss, mit Henri Guédon (Cosmozouk Percussion, 1974), mit Bobby Few und mit Noah Howard (Traffic, 1980). Weiterhin trat er mit Alain Jean-Marie und Nina Simone auf.
Das Intercommunal Free Dance Music Orchestra um François Tusques widmete seine Platte Vol. 4 (1981) dem Gedenken an ihn. Auch Bobby Watson erinnert an ihn in seinem Stück All the Thing of Jo Maka. Weiterhin spielte die Michel Marre Brass Band auf dem Album Mindélo ein Stück zu seiner Erinnerung.

## Diskographische Hinweise
- François Tusques Intercommunal Free Dance Music Orchestra Vol. 1 (mit Guem, Michel Marre, Adolf Winkler)
- Cheikh Tidiane Fall / Bobby Few / Jo Maka Diom Futa (1979)
- Bonga / Tião / Jo Maka: Racines / De L'Angola Au Brésil